# Anders Skaarseth
Anders Skaarseth (ur. 7 maja 1995 w Lillehammer) – norweski kolarz szosowy.
Kolarstwo uprawia również jego brat, Iver Skaarseth.

## Osiągnięcia
Opracowano na podstawie:

2013
- 2. miejsce w mistrzostwach Norwegii juniorów (start wspólny)

2015
- 3. miejsce w mistrzostwach Norwegii U23 (start wspólny)

2016
- 2. miejsce w Gandawa-Wevelgem U23
- 1. miejsce na 1. etapie ZLM-Roompot Tour (jazda drużynowa na czas)

2017
- 2. miejsce w Tour de Bretagne
  - 1. miejsce w klasyfikacji młodzieżowej
  - 1. miejsce w klasyfikacji punktowej
- 1. miejsce w mistrzostwach Norwegii U23 (start wspólny)
- 2. miejsce w Grote Prijs Marcel Kint

2019
- 1. miejsce w klasyfikacji punktowej Oberösterreichrundfahrt
  - 1. miejsce na 3. etapie

2021
- 2. miejsce w mistrzostwach Norwegii (start wspólny)

## Rankingi
| Rok             | 2015 | 2016 | 2017 | 2018  | 2019 | 2020  | 2021 | 2022 | 2023  | 2024  |
| --------------- | ---- | ---- | ---- | ----- | ---- | ----- | ---- | ---- | ----- | ----- |
| World Ranking   |      | 759. | 557. | 1057. | 549. | 1468. | 387. | 536. | 2166. | 1156. |
| UCI Europe Tour | 593. | 475. | 426. | 660.  | 419. | 1102. | 320. | 422. | -     | -     |
|                 |      |      |      |       |      |       |      |      |       |       |
| Źródło: UCI     |      |      |      |       |      |       |      |      |       |       |